# 알렉스 클레어
알렉산더 조지 클레어(영어: Alexander George Clare, 1985년 9월 14일 ~ )는 영국의 가수, 송라이터이다. 마이크 스펜서와 메이저 레이저가 제작한 그의 데뷔 앨범 The Lateness of the Hour는 2011년 7월 8일 아일랜드 레코드에서 발매되었다.
그의 최고 히트곡인 "Too Close"는 영국 싱글 차트 4위, 미국 빌보드 핫 100에서 7위를 기록했다. 이 곡은 2013년 브릿 어워드에서 최고의 영국 싱글 부문 후보에 올랐다.